# 梁操雅
梁操雅（英語：Leung Cho Nga，1951年—），香港學者，前香港教育學院社會科學系助理教授。他以研究香港教育、課程與評核制度以及地區歷史文化為主，1974年至1993年之前一直於中學任教歷史科。此後加入教育署任職課程發展處中國歷史科高級課程主任兩年，再投身大學界別。2000年代中期曾經轉往香港考試及評核局任中國歷史科評核經理，而後重返教育學院工作。梁操雅自2012年改任兼職教育工作者。現時既身兼香港教育大學文學及文化學系、社會科學系以及及科學與環境學系客席講師，又身兼香港樹仁大學歷史學系兼任副教授崗位。

## 背景

### 早年生活
梁操雅早年於香港島灣仔區生活，一家共有四口，有一名胞姊。其父母為了讓他成才，於是在1958年3月為他報讀官立學校，藉此期望他能考入官立中學。他本來就讀中國兒童書院（1957年幼稚園），後來於該校完成小一年級上學期學業後，轉讀東院道官立小學，並於1963年畢業。同年考入聖保羅書院，與前第十二屆全國人民代表大會代表及前旅遊業監管局主席馬豪輝和前亞洲電視製作部副總裁勞瀚貽為同屆同學。當梁操雅1970年於原校中七畢業未幾，便考入香港大學。1974年取得社會科學系文學士學位，且以二級榮譽甲等畢業，跟歷史學者丁新豹和前公務員事務局局長俞宗怡為同屆同系畢業生。其時他開始任職教師，繼而於1975年至1977年間到香港中文大學教育學院攻讀教育文憑，主修中文科。1979年再於香港大學修畢哲學碩士學位，1981年獲香港大學教育學院高級教育文憑。

### 從事教職
本身是中學歷史科教師的梁操雅於1990年代初暫時放下教職，1993年至1995年加入教育署任職課程發展處中國歷史科高級課程主任。然後於1995年至2005年間重拾教鞭，於香港教育學院擔任社會科學系高級講師。期間於2000年代初正任職社會科學系教學實習統籌主任。他到了2000年代中期三度到香港大學深造，2008年獲得哲學博士資格。此前，他於2005年入職香港考試及評核局任中國歷史科評核經理，是香港課程發展議會轄下的中國歷史委員會（高中）工作小組委員（2005年9月至2008年12月）。其後於2008年重投教育學院任香港教育學院社會科學系助理教授。同時兼任嶺南大學歷史系講師，任教明清史課程單元1年。
及至2011年，梁操雅變成兼職教育工作者，2012年轉任學院（後為教育大學）的文學及文化學系、社會科學系以及科學與環境學系兼任客席講師至今。另外於2017年起以客席形式為澳門大學主持STEM餘暇活動課程。他現為香港樹仁大學歷史學系兼任副教授。

### 文化教育
除一般教育之外，梁操雅不時與政府或其他團體合作，推廣歷史與文化教育。他曾為廣華醫院、香港歷史博物館、教育署、嶺南大學香港地方志辦公室等機構統籌地區研究項目，並且把成果輯錄成書籍出版。另一方面，他多年來參與過校際香港歷史文化專題研習比賽、香港歷史照片研究報告比賽等公開學術活動的評審工作。自2000年起應康樂及文化事務署邀請參與製作「香港故事」常設展學習資料舉隅光碟，又被署方委任為研究及教育方面的博物館專家顧問。2009年響應由民政事務局發起的「香港口述歷史庫藏計劃」，協助香港中央圖書館建立香港口述歷史特藏。2013年至2022年也獲香港海事博物館委以教育顧問小組成員一職，推動資優教育培訓。因為他在文化教育範疇素有聲譽，如於2007年獲民政事務局嘉許為推動文化藝術發展傑出人士，他在2020年出任中國國內唯一一所以教師為主題的博物館曲阜「中國教師博物館」榮譽館員至今。
而在2010年代以後，梁操雅的傳承事業亦可見於其他方面。他分別於2012年至2014年任香港教育圖書總編輯顧問、2014年出任新加坡教科書出版商「名創教育」學術顧問兼課程總監和於2015年至2020年獲香港資優教育學苑委任為人文社會科組專業顧問。2020年則以香港地方志中心編審委員會委員身份受邀出任香港地方志教育卷承辦人；同年開始擔任中國文化研究院專科顧問及慕光英文書院的學校人文教育領域專家顧問。

## 個人生活
梁操雅已婚。

## 書籍著作
*若有遺漏，請協助補充相關資料。

### 學術書籍
- 2004年：《葵青 舊貌新顏‧傳承與突破》（與羅天佑合著）
- 2008年：《香港歷史散步》（與丁新豹及黃浩潮合編）
- 2011年：《實地考察探究 理論與實踐》（與羅天佑合著）
- 2011年：《教育與承傳 歷史文化的視角》（與羅天佑合著）
- 2011年：《教育與承傳（二） 南來諸校的口述故事》（與丁新豹及羅天佑合著）
- 2012年：《從廣州到香港 真光流金歲月的口述故事》（與杜子瑩、李伊瑩、關雪明及譚劍虹合編）
- 2015年：《匠人·匠心·匠情繫紅磡 承傳與變易》
- 2017年：《香港考評文化的承與變 從強調篩選到反映能力》（與羅天佑合著）
- 2020年：《多元視角：二十一世紀中華歷史文化教育（教育現場卷）》（與梁超然及區志堅合著）
- 2020年：《多元視角：二十一世紀中華歷史文化教育（教育行為卷）》（與梁超然及區志堅合著）
- 2022年：《21世紀中國歷史教育的挑戰與機遇》（與姜鍾赫及蔡逸寧合著）
- 2022年：《我們的油尖旺故事》（與李子建、蒲葦、鄭保瑛、拾慧、許景輝及區婉儀合編）
- 2022年：《舟遊亙古 慢蕩時間長河》（與丁新豹合編）

### 教科書
- 2000年：《新世紀中國歷史單元訓練》 共6冊（與何美玉及陳漢廷合編）
- 2011年：《初中全方位中國歷史》 共4冊（與梁一鳴、葉小兵、鄧京力及林寶英合編）
- 2012年：《新領域高中通識系列》：個人成長與人際關係、今日香港、現代中國、全球化、公共衞生、能源科技與環境 共6冊
- 2013年：《新視野高中中國歷史》（必修部分）共4冊
- 2014年：《新視野通識教育 個人成長與人際關係 綜合二版》
- 2018年：《明名商中通識系列》 其中3冊︰個人成長與人際關係、全球化、能源科技與環境
- 2022年：《公民及社會發展》 第1至3冊（與戴靖廷、陳淑敏等人合編）